# Clé: Levanter
Clé: Levanter (стилізується як Clé: LEVANTER) — останній мініальбом серії Clé південнокорейського гурту Stray Kids, який вийшов на цифрових та фізичних носіях 9 грудня 2019 року JYP Entertainment та розповсюджений Dreamus. У грудні було продано 182,300 фізичних копій. Мініальбом набув статусу платинового на Gaon 6 травня 2021 року.

## Просування

### «Double Knot»
В кінці вересня стало відомо, що Stray Kids випустять цифровий сингл «Double Knot» 9 жовтня 2019. Починаючи з 1 жовтня було опубліковано відео пролог до нової композиції, фото тизери учасників — індивідуальні та групові та відео тизер з хореографією.
|                                               | Публікація відео прологу до «Double Knot»            | Публікація відео тизеру до композиції   | Публікація зображення списку композиції з інформацією про творців та частиною лірики | Публікація індивідуальних фото тизерів (2 версії): Лі Ноу, Хьонджин, Синмін | Публікація індивідуальних фото тизерів (2 версії): Бан Чан, Хан, Фелікс | Публікація індивідуальних фото тизерів (2 версії): Уджин, Чанбін, Ай'Ен |
| 1 жовтня                                      | 2 жовтня                                             | 3 жовтня                                | 4 жовтня                                                                             | 5 жовтня                                                                    | 6 жовтня                                                                |                                                                         |
| Публікація групових фото тизерів (3 варіанти) | Публікація відео тизеру з хореографією до композиції | Цифровий реліз композиції «Double Knot» |                                                                                      |                                                                             |                                                                         |                                                                         |
| 7 жовтня                                      | 8 жовтня                                             | 9 жовтня                                |                                                                                      |                                                                             |                                                                         |                                                                         |

### «Astronaut»
З відео The Final Piece 2019, яке було опубліковано раніше, стало відомо, що окрім «Double Knot» вийде також «Astronaut», 14 листопада 2019.
9 листопада було опубліковано відео пролог до майбутньої композиції, наступного дня з'явилося зображення списку з композиціями, де «Astronaut» була п'ятою, а раніше випущений сингл «Double Knot» другим. З 11 по 13 листопада були опубліковані індивідуальні фото тизери учасників. Як і було анонсовано раніше, музичне відео до «Astronaut» вийшло 14 листопада. Воно було першим в якому Stray Kids з'явилися у складі восьми учасників, без Уджина, який залишив гурт раніше, через особисті обставини.
|                                                              |                                                                  |                                                       |                                                      |  | Публікація відео прологу до «Astronaut» | Публікація зображення списку композицій з інформацією про творців та частиною лірики |
|                                                              |                                                                  |                                                       |                                                      |  | 9 листопада                             | 10 листопада                                                                         |
| Публікація індивідуальних фото тизерів: Бан Чан, Лі Ноу, Хан | Публікація індивідуальних фото тизерів: Чанбін, Хьонджин, Синмін | Публікація індивідуальних фото тизерів: Фелікс, Ай'Ен | Публікація музичного відео до композиції «Astronaut» |  |                                         |                                                                                      |
| 11 листопада                                                 | 12 листопада                                                     | 13 листопада                                          | 14 листопада                                         |  |                                         |                                                                                      |

### Clé: Levanter, до релізу
Після релізу синглу «Double Knot» та випущеного музичного відео до «Astronaut» Stray Kids мали повернутися з новим мініальбом Clé: Levanter 25 листопада, але після того, як Уджин залишив гурт дату релізу було перенесено на 9 грудня 2019 року.
28 листопада 2019 року вийшов трейлер до мініальбому Clé: Levanter, також перед публікацією списку композицій, Stray Kids поділилися двома концептуальними відео з учасниками та інтро в якому поділилися з шанувальниками своїми думками та емоціями перед виходом мініальбому. З 3 по 5 грудня були опубліковані фото тизери учасників: індивідуальні та групові. Окрім того, гуртом також було опубліковано зображення намальованої карти, що містила певні сцени із попередніх музичних відео, а також сцену до майбутнього кліпу заголовної композиції. Відео тизери до «바람 (Levanter)» вийшли в наступні два дні, а 8 грудня — до «You Can STAY».
| |                                                               |                                                               | Публікація трейлеру до виходу мініальбому Clé: Levanter                                  | Публікація відео LEVANTER FILM #1 з чотирма учасниками: Бан Чан, Хан, Фелікс, Синмін | Публікація відео LEVANTER FILM #2 з чотирма учасниками: Лі Ноу, Чанбін, Хьонджин, Ай'Ен | Публікація списку композицій до альбому Clé: Levanter |
| 28 листопада | 29 листопада                                                  | 30 листопада                                                  | 1 грудня                                                                                 |                                                                                      |                                                                                         |                                                       |
| Публікація відео [INTRO «Clé: LEVANTER»]                                                                              | Публікація індивідуальних фото тизерів усіх учасників (Тип А) | Публікація індивідуальних фото тизерів усіх учасників (Тип В) | Публікація групових фото тизерів (Тип А, В) Публікація зображення Map for Broken Compass | Публікація першого тизеру до заголовної композиції «바람 (Levanter)»                 | Публікація другого тизеру до заголовної композиції «바람 (Levanter)»                    | Публікація тизеру до композиції «You Can STAY»        |
| 2 грудня | 3 грудня                                                      | 4 грудня                                                      | 5 грудня                                                                                 | 6 грудня                                                                             | 7 грудня                                                                                | 8 грудня                                              |
| Публікація набору пролог-карт Clé: Levanter Реліз Clé: Levanter Публікація музичного відео до треку «바람 (Levanter)» |                                                               |                                                               |                                                                                          |                                                                                      |                                                                                         |                                                       |
| 9 грудня |                                                               |                                                               |                                                                                          |                                                                                      |                                                                                         |                                                       |

### Після релізу
19 грудня 2019 року Stray Kids здобули перемогу із «바람 (Levanter)» на M Countdown, також під час своїх промоцій вони виступали на Show! Music Core, Inkigayo, Show Champion та Music Bank.
22 грудня 2019 було опубліковано відео до композиції «You Can STAY».
6 травня 2021 року був оновлений список альбомів з сертифікаціями від Gaon до якого потрапив і Clé: Levanter. Він став другим альбом, який набув цього статусу після першого повноформатного альбому GO生 6 серпня 2020.

## Про альбом
Clé: Levanter — третій мініальбом із серії Clé. Levanter — це назва східного вітру, який дує у сторону Середземного моря. В одній із книг, яку читав Бан Чан, був герой, що вітер відчував. Також в одному вірші, який він раніше чув, є рядок «Вітер дує, я повинен жити». В тій книзі вітер називався Levanter. Все це пов'язано, з тим яке повідомлення Stray Kids хотіли донести. Якщо глянути на всю серію, то можна подумати що весь сенс в ключах, але це не так, оглядаючись назад виникає думка, що всі ці речі не були витрачені даремно, а причина чому у Stray Kids вийшло зайти так далеко, полягає у тому, що було ними пережито. Немає нічого поганого в тому, щоб мати певні переживання. Все чим ви займаєтесь, може бути правильним шляхом і може бути відповіддю на запитання, що турбують та тривожать. Учасники вклали у цей мініальбом думку, що попри труднощі та перешкоди, які стоять на шляху до вашої мети, варто довіряти собі та робити, те що хочете і тоді усе обов'язково вийде.
1. «Stop»[a] (укр. «стій», «стоп») — це розширена версія «밟힌 적 없는 길 (Road Not Taken)» з їх попереднього мініальбому Clé 2: Yellow Wood, в якій вони продовжили свою подорож, обираючи «шлях, яким ніхто не йшов» Stray Kids будуть йти туди, куди вони захочуть, попри «стіни, що заважають їм пройти», інший шлях знайдеться завжди.[35]
2. «Double Knot» (укр. «подвійний вузол») — у ліриці йдеться про свободу, яку відчуваєш скинувши з себе всі сумніви і якщо раніше погляд Stray Kids був направлений на щось одне, то тепер у них «куди ширша перспектива» і вони «починають дивитися на різні дороги». Коли ти ступаєш на новий шлях, тобі хочеться мати впевненість в тому, що все вийде і ти можеш слідувати певним ритуалам, як от зробити подвійний вузол на шнурівках свого взуття.[35]
3. «바람 (Levanter)» (кор. «바람» — укр. «вітер») — композиція, яка містить в собі щире сподівання восьми учасників. Для Stray Kids подув ще один вітер. Є речі, які можуть здаватися нездійсненними, і є речі, які не можеш відпустити, але відпустивши, все може скластися краще й у підсумку можна отримати навіть більше.[34]
4. «Booster» (укр. «бустер») — у ліриці йдеться про бажання бути першим, не дивлячись на жодні можливі перешкоди, на які не варто зважати, все що є важливим це і далі «проштовхуватися» та «прориватися».
5. «Astronaut» (укр. «астронавт») — це композиція, яка висловлює бажання гурту рухатися вперед до нових відкриттів, не боячись заблукати, карта їм не потрібна, але якщо все ж таки знадобиться, вони створять її самі.
6. «Sunshine» (укр. «сонечко»), Хан, що і написав лірику до цієї композиції намагався музично втілити пошук серцем спокою та тиші, посеред хаосу у місті і які б переживання ти не мав, просто, «залиш їх вітру».[34][35]
7. «You Can Stay» (укр. «ти можеш залишитися»), композиція була створена гуртом з думками про їхніх шанувальників, в якій вони висловили подяку за те, що ті «стали їхньою тінню» і оберігали на їхньому шляху, і за те, що «тримали за руку» та були поряд увесь цей час.[34][35]
8. «Mixtape#5» — основою для цієї композиції стала пісня «Hoodie Season» від 3Racha, яка була опублікована у їх третьому мініальбомі Horizon, 2017 року. Лірика описує звичайний осінній день та почуття, що той викликає, коли ти йдеш вулицею.

## Список композицій та усіх кредитів до них
Кредити до пісень були взяті з сайту MelOn.
| #  | Назва             | Автор слів                                   | Автор музики                                       | Аранжування                | Тривалість |
| -- | ----------------- | -------------------------------------------- | -------------------------------------------------- | -------------------------- | ---------- |
| 1. | «Stop»            | 3Racha                                       | 3Racha Matthew Tishler Andrew Underberg Crash Cove | Matthew Tishler Crash Cove | 3:10       |
| 2. | «Double Knot»     | 3Racha                                       | 3Racha Nick Furlong Dallas Koehlke                 | DallasK Бан Чан (3Racha)   | 3:10       |
| 3. | «Levanter» (바람) | 3Racha J.Y. Park "The Asiansoul" Herz Analog | 3Racha Hong Ji-sang                                | Hong Ji-sang               | 3:16       |
| 4. | «Booster»         | 3Racha                                       | Christian Fast Henrik Nordenback Albin Nordqvist   | Henrik Nordenback          | 3:41       |
| 5. | «Astronaut»       | 3Racha                                       | 3Racha Lorenzo Cosi YK Koi                         | Lorenzo Cosi YK Koi        | 2:59       |
| 6. | «Sunshine»        | Хан (3Racha)                                 | Хан (3Racha) Nicholas Lee Joshua Wei               | Nicholas Lee Joshua Wei    | 3:42       |
| 7. | «You Can Stay»    | 3Racha                                       | 3Racha Cook Classics                               | Cook Classics              | 3:28       |

Clé: Levanter — бонусна композиція, тільки для CD.
| #  | Назва       | Автор слів | Автор музики | Аранжування | Тривалість |
| -- | ----------- | ---------- | ------------ | ----------- | ---------- |
| 8. | «Mixtape#5» | Stray Kids | Stray Kids   | Edmmer ALOM | 3:54       |

Запис та управління
- Оригінальне видання
  - JYP Publishing (KOMCA) (всі композиції)
  - Laundromat Music  (композиція 1)
  - Wonderberg Music (композиція 1)
  - Pen Music (композиція 1)
  - Red Beard Black Ink Publishing (BMI) (композиція 2)
  - Kobalt Music Publishing (композиція 2)
  - Interpark Entertainment (композиція 3)
  - Fast Cut Music Publishing (композиція 4)
  - Nordenback Musik & Media AB (композиція 4)
  - Cosmos Music Publishing (композиція 4)
  - Tileyard Music Publishing (композиція 5)
  - Atlas Music Publishing (композиція 6)
  - Universal Music Publishing Pte. Ltd. (композиція 6)
  - Artist Publishing Group (композиція 7)
  - Copyright Control (композиція 8)
- Підвидання
  - JYP Publishing (KOMCA) (всі, крім композиції 3, 8)
  - Fujipacific Music Korea Inc. (композиції 1, 6)
  - Reach Music Publishing (композиція 2)
  - Kobalt Music Publishing (композиція 2)
  - Iconic Sounds (композиція 4)
  - UFC (United Future Creators) (композиція 4)
  - Music Cube, Inc. (композиції 4, 7)
  - Notting Hill Music (композиція 5)
  - Sony/ATV Music Publishing Korea (композиція 5)
  - Universal Music Publishing Korea (композиція 6)
- Запис
  - The Vibe Studio (композиція 1)
  - RCAVE Sound (композиції 1, 2, 3, 6, 7)
  - Westlake Studios, Los Angeles, CA (композиція 2)
  - W Sound (композиції 2, 3, 6)
  - Jisang's Studio (композиція 3)
  - Ingrid Studio (композиції 4, 5, 7)
  - 821 Sound (композиція 8)
- Створення вокальних семплів
  - Carlyle Studios, Los Angeles, CA (композиція 7)
- Редагування вокалу
  - RCAVE Sound (всі, крім композиції 3, 8)
- Зведення
  - RCAVE Sound (всі, крім композиції 3)
- Освоєння
  - Honey Butter Studio (всі, крім композиції 3)
  - Sterling Sound (композиція 3)

Особисті
- Бан Чан (3Racha) — лірика (всі, крім композиції 6), музика (всі, крім композиції 4, 6), аранжування (композиція 1), беквокал (композиції 2, 3, 4, 7), створення вокальних семплів (композиція 7)
- Чанбін (3Racha)  – лірика (всі, крім композиції 6), музика (всі, крім композиції 4, 6), беквокал (композиції 2, 3, 7)
- Хан (3Racha) — лірика (всі композиції), музика (всі, крім композиції 4), беквокал (всі, крім композиції 1, 8)
- Лі Ноу — лірика, музика (композиція 8), беквокал (композиція 7)
- Хьонджин — лірика, музика (композиція 8), беквокал (композиції 2, 7)
- Фелікс — лірика, музика (композиція 8), беквокал (композиції 5, 7)
- Синмін — лірика, музика (композиція 8), беквокал (композиції 3, 4, 5, 7)
- Ай'Ен — лірика, музика (композиція 8), беквокал (композиції 5, 7)
- Matthew Tishler[36] — музика, аранжування (композиції 1)
- Andrew Underberg[37] — музика (композиція 1)
- Crash Cove[38] — музика, аранжування, всі інструменти, комп'ютерне програмування (композиція 1)
- Nick Furlong[39] — музика, всі інструменти (композиція 2)
- DallasK[40] — музика, аранжування, всі інструменти (композиція 2)
- J.Y. Park «The Asiansoul» — лірика (композиція 3)
- Herz Analog — лірика (композиція 3)
- Hong Ji Sang[41] — музика, аранжування, всі інструменти, клавіатура, електрогітара, запис (композиція 3)
- Christian Fast — музика, додаткова клавіатура (композиція 4)
- Henrik Nordenback — музика, аранжування, клавіатури та все програмування (композиція 4)
- Lorenzo Cosi[42] — музика, аранжування, всі інструменти (композиція 5)
- YK Koi[43] — музика, аранжування, всі інструменти (композиція 5)
- Nick Lee — музика, аранжування, фортепіано, барабани, комп'ютерне програмування (композиція 6)
- Josh Wei — музика, аранжування, фортепіано, барабани, комп'ютерне програмування (композиція 6)
- Cook Classics — музика, аранжування, всі інструменти, створення вокальних семплів (композиція 7)
- Edmmer — аранжування, звуковий дизайн, всі інструменти (композиція 8)
- ALOM — аранжування, звуковий дизайн, всі інструменти (композиція 8)
- Hyejin Choi[44] — запис (композиція 1)
- Lee Sang-yeob[45] — запис (композиції 1, 3, 6, 7), запис вокалу (композиція 2)
- Sehee Um — запис вокалу (композиція 2), запис (композиція 3)
- Kim Ji-hyun — запис (композиції 4, 5, 7)
- Kim Min-hee — запис (композиція 8)
- Hansu Jang[46] — редагування вокалу (всі, крім композиції 3, 8), зведення (композиція 6)
- YUE — редагування вокалу (композиція 8)
- Lee Tae-Sub[47] — зведення (композиції 1, 2, 5, 7)
- Ken Lewis[48] — зведення (композиція 3)
- Hongjin Lim[49] — зведення (композиції 4, 8)
- Park Jung-Uh[50] — освоєння (всі, крім композиції 3)
- Chris Gehringer[51] — освоєння (композиція 3)
- Will Quinnell[52] — освоєння/ассистент (композиція 3)

## Формати
Фізичний альбом вийшов у декількох версіях: LIMITED ver., стандартна версія Clé ver. та LEVANTER ver.

### Фізичний
| LIMITED ver.         | Clé ver. та LEVANTER ver. | Попереднє замовлення  |
| -------------------- | ------------------------- | --------------------- |
| ● Обкладинка         | ● Фотокнига               | ● Один плакат         |
| ● Фотокнига          | ● CD диск                 | ● Одна закладка       |
| ● CD диск            | ● Три qr-фотокартки       | ● Плакат з календарем |
| ● Три qr-фотокартки  |                           |                       |
| ● Голографічна карта |                           |                       |
| ● Міні плакат        |                           |                       |

### Цифровий
|                                 |
| ● Цифрове зображення обкладинки |
| ● Сім цифрових композицій       |

## Чарти
| Чарти (2019—2021)                           | Найвища позиція |
| ------------------------------------------- | --------------- |
| Бельгія Belgian Albums (Ultratop Flanders)  | 132             |
| Бельгія Belgian Albums (Ultratop Wallonia)  | 138             |
| Угорщина Hungarian Albums (MAHASZ)          | 15              |
| Японія Japanese Albums (Oricon)             | 17              |
| Японія Japanese Download Albums (Billboard) | 67              |
| Іспанія Spanish Albums (PROMUSICAE)         | 85              |
| Південна Корея South Korean Albums (Gaon)   | 1               |
| Велика Британія UK Digital Albums (OCC)     | 86              |
| США US Heatseekers Albums (Billboard)       | 19              |
| США US World Albums (Billboard)             | 9               |

| Чарт (2019)                               | Найвища позиція |
| ----------------------------------------- | --------------- |
| Південна Корея South Korean Albums (Gaon) | 30              |

## Сертифікації
| Регіон                                             | Сертифікація | Продажі  |
| -------------------------------------------------- | ------------ | -------- |
| Південна Корея (KMCA)                              | Платиновий   | 250 000^ |
| ^відвантаження, що базуються лише на сертифікаціях |              |          |

## Нагороди
| Пісня      | Шоу                | Дата           | Прим.  |
| ---------- | ------------------ | -------------- | ------ |
| «Levanter» | M Countdown (Mnet) | 19 грудня 2019 | [ 64 ] |

## Нотатки
1. ↑  Оригінально назва пишеться великими літерами.
2. ↑  3Racha стилізується як 3RACHA - мається на увазі, що всі учасники (Бан Чан, Чанбін, Хан) продюсерської команди брали участь.
3. ↑  Обкладинка, фотокнига розміром 18 см × 25,5 см (плюс спеціальна сторінка з одним із учасників, версія випадкова); CD диск (два візуальні варіанти); qr-фотокартки розміром 5,5 × 8,5 см (три із сорока, версія випадкова); голографічна фотокартка (одна із восьми, версія випадкова); командний міні плакат (один із трьох, версія випадкова).
4. ↑  Фотокнига розміром 18 см × 25,5 см (плюс спеціальна сторінка з одним із учасників, версія випадкова); CD диск (два візуальні варіанти); qr-фотокартки розміром 5,5 × 8,5 см (три із сорока, версія випадкова).
5. ↑  Крім стандартного наповнення в період попереднього замовлення можна було отримати плакат розміром 76,2 × 52,5 см (один із трьох, версія випадкова), плкакат з календарем розміром 52,4 × 37 см, закладка розміром 45,4 × 4 см (одна із трьох, версія випадкова).